# 권도형 (배우)
권도형(1995년 12월 4일 ~ )은 대한민국의 배우이다.

## 학력
- 동국대학교 연극영화과

## 드라마
- 2023년 SBS 월화 미니시리즈 《꽃선비 열애사》 ... 장현 역
- 2023년 SBS 목요 미니시리즈 《국민사형투표》 ... 반상재 역
- 2023년 tvN 월화 미니시리즈 《반짝이는 워터멜론》 ... 윤주엽 역
- 2024년 ~ KBS2 저녁 일일연속극 《신데렐라 게임》 ... 구지석 역